# Petelia capitata
Petelia capitata är en fjärilsart som beskrevs av Walker 1867. Petelia capitata ingår i släktet Petelia och familjen mätare. Inga underarter finns listade i Catalogue of Life.